# Список награждённых малым крестом ордена Святой Екатерины

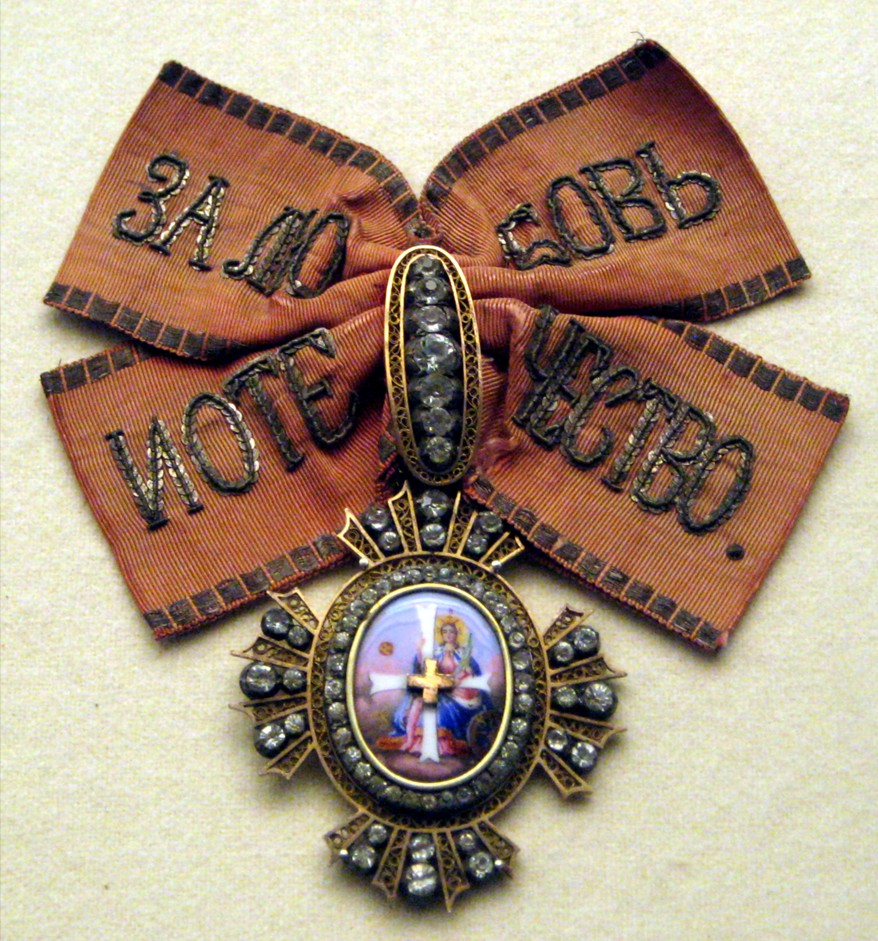

Список награждённых малым крестом ордена Святой Екатерины (орденом II степени) включает награждённых дам по царствованиям. При императоре Павле I класс ордена был разделен на две степени: первая — дама большого креста; вторая — дама меньшого креста или кавалерственная дама.

## Список дам

### ЭпохаПавла I(1796—1801)
| №  | Дата награждения                 | Портрет | Имя                                                                           | Годы жизни | Примечание |
| -- | -------------------------------- | ------- | ----------------------------------------------------------------------------- | ---------- | --- |
| 1  | 5 апреля 1797 (в день коронации) |         | Буксгевден, Наталья Александровна графиня                                     | 1758—1808  | Жена графа Ф. Ф. Буксгевдена |
| 2  | 5 апреля 1797                    |         | Валуева, Дарья Александровна                                                  | 1757—1836  | Жена П. С. Валуева |
| 3  | 5 апреля 1797                    |         | Голенищева-Кутузова, Евдокия (Авдотья) Ильинична                              | 1743—1807  | Статс-дама (1806), жена И. Л. Голенищева-Кутузова. |
| 4  | 5 апреля 1797                    |         | Голенищева-Кутузова, Екатерина Ильинична, светлейшая княгиня                  | 1754—1824  | Жена М. И. Кутузова |
| 5  | 5 апреля 1797                    |         | Долгорукова, Екатерина Александровна княгиня                                  | 1750—1811  | Жена князя Ю. В. Долгорукова. |
| 6  | 5 апреля 1797                    |         | Долгорукова-Крымская, Анастасия Васильевна княгиня                            | 1723—1805  | Вдова князя В. М. Долгорукова-Крымского. 15 сентября 1801 получила орден I степени. |
| 7  | 5 апреля 1797                    |         | Еропкина, Елизавета Михайловна                                                | 1727—1800  | Жена генерал-аншефа П. Д. Еропкина. |
| 8  | 5 апреля 1797                    |         | Зубова, Елизавета Васильевна, графиня                                         | 1742—1813  | Вдова графа А. Н. Зубова. |
| 9  | 5 апреля 1797                    |         | Каменская, Анна Павловна графиня                                              | 1749—1826  | Жена генерал-фельдмаршала графа М. Ф. Каменского. |
| 10 | 5 апреля 1797                    |         | Елпидифора (Кропотова)                                                        | 1724—1801  | Игуменья Смольного Воскресенского монастыря, в миру Кропотова Евгения Ивановна |
| 11 | 5 апреля 1797                    |         | Куракина, Наталья Ивановна княгиня                                            | 1766—1831  | Жена князя А. Б. Куракина |
| 12 | 5 апреля 1797                    |         | Лафон, Софья Ивановна де                                                      | 1717—1797  | Начальница Смольного института благородных девиц |
| 13 | 5 апреля 1797                    |         | Литта, Екатерина Васильевна, графиня                                          | 1761—1829  | 18 апреля 1809 получила орден I степени. |
| 14 | 5 апреля 1797                    |         | Лопухина, Екатерина Николаевна княгиня                                        | 1763—1839  | 22 августа 1826 получила орден I степени. |
| 15 | 5 апреля 1797                    |         | Мусина-Пушкина, Прасковья Васильевна, графиня                                 | 1754—1826  | Жена графа В. П. Мусина-Пушкина |
| 16 | 5 апреля 1797                    |         | Нарышкина, Марина Осиповна                                                    | 1741—1800  | Жена обер-шталмейстера Л. А. Нарышкина. |
| 17 | 5 апреля 1797                    |         | Нелидова, Екатерина Ивановна                                                  | 1756—1839  | Одна из первых выпускниц Смольного института, фаворитка Павла I |
| 18 | 5 апреля 1797                    |         | Обрескова, Варвара Андреевна                                                  | 1746—1815  | Вдова А. М. Обрескова |
| 19 | 5 апреля 1797                    |         | Остерман, Анна Васильевна графиня                                             | 1732—1809  | Жена графа Ф. А. Остермана. |
| 20 | 5 апреля 1797                    |         | Плещеева, Наталья Федотовна                                                   | 1768—1855  | Жена вице-адмирала Сергея Ивановича Плещеева. 4 февраля 1851 получила орден I степени. |
| 21 | 5 апреля 1797                    |         | Протасова, Анна Степановна графиня                                            | 1745—1826  | Камер-фрейлина (1784) |
| 22 | 5 апреля 1797                    |         | Радзивилл, Елена княгиня                                                      | 1753—1821  | Статс-дама, жена князя М. И. Радзивилла |
| 23 | 5 апреля 1797                    |         | Рённе, Мария Андреевна                                                        | 1752—1810  | Вдова генерал-поручика К. И. Рённе |
| 24 | 5 апреля 1797                    |         | Ржевская, Глафира Ивановна                                                    | 1758—1826  | Одна из первых выпускниц Смольного института, фрейлина |
| 25 | 5 апреля 1797                    |         | Шувалова, Екатерина Петровна, графиня                                         | 1743—1816  | 29 мая 1799 получила орден I степени. |
| 26 | 20 июля 1797                     |         | Пальменбах, Елизавета Александровна                                           | 1761—1832  | Начальница Смольного института благородных девиц; жена Евстафия (Августа) Ивановича Пальменбаха. |
| 27 | 20 июля 1797                     |         | де Тарант, Луиза Эммануиловна (фр. Louise-Emmanuelle de Châtillon), принцесса | 1743—1814  | Жена герцога Шарля-Бретаня-Мари-Жозефа де Латремуй |
| 28 | 20 июля 1797                     |         | Волконская, Александра Николаевна, княгиня                                    | 1757—1834  | Жена князя Г. С. Волконского. 22 августа 1826 получила орден I степени. |
| 29 | 20 марта 1798                    |         | Икскюль (нем. Uexküll), Вильгельмина, графиня                                 | 1732—1808  | Обер-гофмейстерина вюртембергского двора. Жена гофмаршала графа Карла-Густава Икскуль фон-Гильденбандта (1716—1801)                                                                                    |
| 30 | 7 ноября 1798                    |         | Пален, Ульяна (Юлиана) Ивановна, баронесса                                    | 1751—1814  | Жена барона П. А. Палена |
| 31 | 7 ноября 1798                    |         | Протасова, Варвара Алексеевна                                                 | 1770—1847  | Жена А. Я. Протасова |
| 32 | 22 февраля 1799                  |         | Лопухина, Анна Петровна                                                       | 1777—1805  | Фаворитка Павла I |
| 33 | 29 мая 1799                      |         | Васильева, Варвара Сергеевна, баронесса                                       | 1751—1831  | Жена графа А. И. Васильева |
| 34 | 29 мая 1799                      |         | Загряжская, Наталья Кирилловна                                                | 1747—1837  | Жена Н. А. Загряжского |
| 35 | 29 мая 1799                      |         | Нарышкина, Мария Алексеевна                                                   | 1762—1822  | Жена А. Л. Нарышкина |
| 36 | 29 мая 1799                      |         | Тизенгаузен, Екатерина Ивановна, графиня                                      | 1753—1826  | Жена графа И.А. Тизенгаузена |
| 37 | 19 октября 1799                  |         | Ауэршперг-Траутсон (Auersperg-Trautson), Мария Жозефа, княгиня                | 1756—1823  | Дочь австрийского генерал-фельдмаршала князя Йозефа Марии Лобковица (1724—1802), жена князя Карла Ауэршперга (1750—1822)                                                                               |
| 38 | 21 ноября 1799                   |         | Жозефина де Шанкло (фр. Chanclos), графиня                                    | 1741—1810  | Дочь австрийского фельдмаршала графа де Шанкло, придворная дама императрицы Марии Терезии; гофмейстерина двора Елизаветы Вюртембергской (1788) и гувернантка Марии-Луизы; дама ордена Звёздного креста |
| 39 | 17 сентября 1800                 |         | Генкель де (Henkel), Луиза-Элеонора, графиня                                  | 1756—1843  | Гофмейстерина двора великой княгини и герцогини мекленбург-шверинской Елены Павловны. |
| 40 | 17 сентября 1800                 |         | Лютцов, София (нем. Lützow) баронесса                                         | 1765—1833  | Гофмейстерина мекленбург-шверинского двора. Жена обер-гофмейстера барона Августа фон Лютцова |
| 41 | 31 декабря 1800                  |         | Обольянинова, Анна Александровна                                              | 1754—1822  | Жена П. Х. Обольянинова |

### ЭпохаАлександра I(1801—1825)
| №   | Дата награждения                    | Портрет | Имя                                                                                     | Годы жизни | Примечание |
| --- | ----------------------------------- | ------- | --------------------------------------------------------------------------------------- | ---------- | --- |
| 1   | 15 сентября 1801 (в день коронации) |         | Голицына, Анна Александровна, княгиня                                                   | 1739—1816  | Жена князя М. М. Голицына |
| 2   | 15 сентября 1801                    |         | Голицына, Варвара Васильевна, княгиня                                                   | 1757—1817  | Жена князя С. Ф. Голицына |
| 3   | 15 сентября 1801                    |         | Голицына, Наталья Петровна, княгиня                                                     | 1744—1837  | 22 августа 1826 при коронации Николая I ей был пожалован орден Святой Екатерины 1-й степени.                                                   |
| 4   | 15 сентября 1801                    |         | Головкина, Екатерина Александровна, графиня                                             | 1733—1829  | Дочь графа А. И. Шувалова, жена графа Г. И. Головкина                                                                                          |
| 5   | 15 сентября 1801                    |         | Гудович, Прасковья Кирилловна, графиня                                                  | 1755—1808  | Жена графа И. В. Гудовича |
| 6   | 15 сентября 1801                    |         | Мусина-Пушкина, Елизавета Фёдоровна, графиня                                            | 1758—1835  | Жена графа А. С. Мусина-Пушкина |
| 7   | 15 сентября 1801                    |         | Прозоровская, Анна Михайловна, княгиня                                                  | 1749—1824  | 18 апреля 1809 получила орден Святой Екатерины 1-й степени.                                                                                    |
| 8   | 15 сентября 1801                    |         | Татищева, Александра Афанасьевна, графиня                                               | 1757—1832  | Жена графа Н. А. Татищева |
| 9   | 15 сентября 1801                    |         | Хераскова, Елизавета Васильевна                                                         | 1737—1809  | Жена М. М. Хераскова |
| 10  | 15 октября 1801                     |         | Анфиния (Козловская)                                                                    | 1757—1824  | Игуменья Московского второклассного Алексеевского девичьего монастыря. В миру княжна Козловская Анна Алексеевна, дочь князя А. С. Козловского. |
| 11  | 22 декабря 1801                     |         | София (Болховская)                                                                      | 1736—1807  | Игуменья Казанского богородицкого девичьего монастыря. В миру княжна Болховская Любовь Борисовна, дочь князя Б. И. Болховского.                |
| 12  | 24 апреля 1802                      |         | Адлерберг, Юлия Фёдоровна                                                               | 1760—1839  | Начальница Общества Благородных девиц. 21 июля 1835 года получила орден I степени.                                                             |
| 13  | 24 апреля 1802                      |         | Голицына, Прасковья Ивановна княгиня                                                    | 1734—1804  | Вдова князя Н. Ф. Голицына, сестра И. И. Шувалова.                                                                                             |
| 14  | 22 июля 1804                        |         | Апраксина, Екатерина Владимировна                                                       | 1770—1854  | 4 февраля 1851 получила орден I степени |
| 15  | 22 июля 1804                        |         | Голицына, Дарья Калинишна, княгиня                                                      | 1760—1836  | Жена князя П. А. Голицына |
| 16  | 22 июля 1804                        |         | Донаурова, Мария Федотовна                                                              | 1774—1848  | Жена М. И. Донаурова |
| 17  | 22 июля 1804                        |         | Кочубей, Мария Васильевна графиня                                                       | 1779—1844  | 15 апреля 1841 получила орден I степени |
| 18  | 22 июля 1804                        |         | Михельсон, Шарлотта Ивановна                                                            | 1764—1835  | Жена И. И. Михельсона |
| 19  | 22 июля 1804                        |         | Орлова, Елизавета Ивановна графиня                                                      | 1751—1817  | Жена В. Г. Орлова. |
| 20  | 22 июля 1804                        |         | Толстая, Анна Ивановна графиня                                                          | 1772—1825  | Жена графа Н. А. Толстого |
| 21  | 15 сентября 1804                    |         | Вязмитинова, Александра Николаевна                                                      | 1767—1848  | Жена С. К. Вязмитинова. |
| 22  | 30 августа 1805                     |         | Чолокашвили, Екатерина Дурмишхановна                                                    | 1781—1831  | Супруга царевича грузинского Баграта. |
| 23  | 30 августа 1805                     |         | Багратион-Мухранская, Кетеван Константиновна                                            | 1744—1808  | Вдовствующая супруга царевича грузинского Вахтанга.                                                                                            |
| 24  | 30 августа 1805                     |         | Толстая, Мария Алексеевна, графиня                                                      | 1771—1826  | Жена графа П. А. Толстого |
| 25  | 18 ноября 1806                      |         | Гурьева, Прасковья Николаевна, графиня                                                  | 1764—1830  | Жена графа Д. А. Гурьева |
| 26  | 18 ноября 1806                      |         | Завадовская, Вера Николаевна, графиня                                                   | 1768—1845  | Жена графа П. В. Завадовского |
| 27  | 18 ноября 1806                      |         | Ламздорф, Анна Логгиновна                                                               | 1760—1835  | Жена графа М. И. Ламздорфа |
| 28  | 18 ноября 1806                      |         | Ожаровская, Мария (Марианна) Антоновна, графиня                                         | 1766—1831  | Вдова генерала польской службы П. Ожаровского                                                                                                  |
| 29  | 18 ноября 1806                      |         | Тутолмина, Варвара Алексеевна                                                           | ум. 1808   | Жена Т. И. Тутолмина |
| 30  | 18 ноября 1806                      |         | Шаховская, Варвара Александровна, княгиня                                               | 1748—1823  | Дочь барона А. Г. Строганова, жена князя Б. Г. Шаховского                                                                                      |
| 31  | 18 ноября 1806                      |         | Эльмпт, Готлиба Доротея, графиня                                                        | ум. 1810   | Вдова графа И. К. Эльмпта |
| 32  | 11 сентября 1808                    |         | Багратиони, Гайяна Георгиевна                                                           | 1780—1820  | Царевна грузинская, дочь Георгия XII, жена князя Г. Е. Эристова.                                                                               |
| 33  | 11 сентября 1808                    |         | Багратиони, Рипсиме Георгиевна                                                          | 1779—1847  | Царевна грузинская, дочь Георгия XII, жена князя Д. К. Чолокашвили.                                                                            |
| 34  | 13 января 1809                      |         | Фосс, София Мария фон, графиня                                                          | 1731—1814  | Обер-гофмейстерина королевы прусской. |
| 35  | 26 марта 1809                       |         | Барклай-де-Толли, Елена Ивановна                                                        | 1770—1828  | Жена генерал-фельдмаршала князя М. Б. Барклая-де-Толли                                                                                         |
| 36  | 8 апреля 1809                       |         | Апраксина, Мария Александровна, графиня                                                 | 1756—1820  | Жена графа И. А. Апраксина |
| 37  | 18 апреля 1809                      |         | Анреп, Каролина Карловна(нем. Karoline Wilhelmine Friederike von Anrep)                 | 1757—1824  | Вдова Р. К. Анрепа |
| 38  | 18 апреля 1809                      |         | Горчакова, Варвара Юрьевна, княгиня                                                     | 1774—1828  | Жена князя А. И. Горчакова |
| 39  | 18 апреля 1809                      |         | Дохтурова, Мария Петровна                                                               | 1771—1852  | Жена генерала Д. С. Дохтурова |
| 40  | 18 апреля 1809                      |         | Лунина, Варвара Николаевна                                                              | ум. 1812   | Жена А. М. Лунина |
| 41  | 18 апреля 1809                      |         | Муханова, Варвара Дмитриевна                                                            | 1774—1845  | Жена С. И. Муханова |
| 42  | 18 апреля 1809                      |         | Остерман-Толстая, Елизавета Алексеевна, графиня                                         | 1774—1835  | Жена графа А. И. Остерман-Толстого |
| 43  | 18 апреля 1809                      |         | Саблукова, Екатерина Андреевна                                                          | 1756—1820  | Жена А. А. Саблукова |
| 44  | 18 апреля 1809                      |         | Чичагова, Елизавета Карловна                                                            | ум. 1811   | Жена П. В. Чичагова |
| 45  | 11 августа 1809                     |         | Платова, Марфа Дмитриевна                                                               | ум. 1812   | Жена М. И. Платова |
| 46  | 10 ноября 1809                      |         | Пульхерия (Шаховская)                                                                   | ум. 1812   | Игуменья Киевского Фроловско-Вознесенского монастыря, в миру княжна Прасковья Шаховская                                                        |
| 47  | 10 ноября 1809                      |         | Назарета (Шванвичева)                                                                   | ум. 1840   | Игуменья Тверского Рождественского монастыря, в миру Надежда Дмитриевна Шванвичева                                                             |
| 48  | 27 января 1810                      |         | Багратиони, София Георгиевна, царевна грузинская                                        | 1770—1840  | Дочь Георгия XII, жена князя Л. И. Тархан-Моуравова.                                                                                           |
| 49  | 12 декабря 1810                     |         | Багратиони, Мариам Давидовна, царевна грузинская                                        | 1769—1837  | Супруга царевича грузинского Вахтанга Ираклиевича, дочь князя Д. Андроникашвили.                                                               |
| 50  | 12 декабря 1810                     |         | Багратион-Мухранская, Кетеван Ираклиевна, царевна грузинская                            | 1764—1840  | Дочь Ираклия II, вдовствующая супруга князя И.К. Багратион-Мухранского.                                                                        |
| 51  | 28 января 1811                      |         | Ланжерон, Наталья (Анастасия) Петровна, графиня                                         | ум. 1817   | Жена графа А. Ф. Ланжерона. |
| 52  | 22 июля 1811                        |         | Саломея, царевна грузинская                                                             | 1766—1816  | Супруга царевича Юлона, дочь князя Р. О. Амилахвари.                                                                                           |
| 53  | 22 июля 1811                        |         | Анна, княжна ксанская, царевна грузинская                                               | 1777—1850  | Супруга царевича Парнаоза |
| 54  | 22 июля 1811                        |         | Елена, царевна грузинская                                                               | 1783—1866  | Супруга царевича Теймураза, дочь князя О. Р. Амилахвари, племянница царевны Саломеи.                                                           |
| 55  | 1812                                |         | Чолокашвили, Екатерина Ираклиевна, княгиня                                              | 1774—1818  | Вдова князя Георгия Чолокашвили; дочь Ираклия II (царя Грузии)                                                                                 |
| 56  | 13 января 1812                      |         | Багратиони, Дарья (Дареджан) Ростомовна, царевна                                        | 1779—1816  | Вдова царевича Георгия Александровича Багратиони (1778—1807), внука царя Соломона I                                                            |
| 57  | 26 марта 1812                       |         | Комбурлей, Анна Андреевна                                                               | 1783—1864  | Жена М. И. Комбурлея |
| 58  | 30 марта 1812                       |         | Елена, царевна грузинская                                                               | 1770—1836  | Супруга царевича Давида, дочь князя С. И. Абамелика.                                                                                           |
| 59  | 25 июля 1812                        |         | Витгенштейн, Антуанетта Станиславовна, графиня                                          | 1779—1855  | Жена генерала П. Х. Витгенштейна |
| 60  | 16 октября 1812                     |         | Багговут, Елизавета Яковлевна                                                           | ум. 1830   | Вдова генерала К. Ф. Багговута |
| 61  | 6 марта 1813                        |         | Лаврова, Варвара Матвеевна                                                              | 1773—1820  | Жена генерала Н. И. Лаврова |
| 62  | 6 марта 1813                        |         | Раевская, Софья Алексеевна                                                              | 1769—1844  | Жена Н. Н. Раевского |
| 63  | 13 мая 1814                         |         | Винцингероде, Елена Андреевна, баронесса                                                | ум. 1829   | Жена генерала Ф. Ф. Винценгероде |
| 64  | 30 августа 1814                     |         | Армфельт, Гедвига Понтусовна, графиня                                                   | 1761—1832  | Жена Г. М. Армфельта |
| 65  | 30 августа 1814                     |         | Балашова, Елена Петровна                                                                | 1779—1823  | Жена А. Д. Балашова |
| 66  | 30 августа 1814                     |         | Беннигсен, Екатерина Фадеевна, графиня                                                  | 1775—1858  | Жена генерала Л. Л. Беннингсена |
| 67  | 30 августа 1814                     |         | Васильчикова, Вера Петровна                                                             | 1780—1814  | Жена И. В. Васильчикова |
| 68  | 30 августа 1814                     |         | Волконская, Софья Григорьевна, княгиня                                                  | 1785—1868  | Жена светлейшего князя П. М. Волконского |
| 69  | 30 августа 1814                     |         | Голенищева-Кутузова, Екатерина Петровна                                                 | 1781—1832  | Жена П. В. Голенищева-Кутузова |
| 70  | 30 августа 1814                     |         | Голицына, Татьяна Васильевна, княгиня                                                   | 1783—1841  | Статс-дама, благотворительница |
| 71  | 30 августа 1814                     |         | Кологривова, Екатерина Александровна                                                    | 1778—1857  | Жена генерала А. С. Кологривова |
| 72  | 30 августа 1814                     |         | Коновницына, Анна Ивановна                                                              | 1769—1843  | Жена генерала от инфантерии графа П. П. Коновницына                                                                                            |
| 73  | 30 августа 1814                     |         | Репнина, Варвара Алексеевна, княгиня                                                    | 1776—1864  | Жена князя Н. Г. Репнина-Волконского |
| 74  | 30 августа 1814                     |         | Строганова, Софья Владимировна, графиня                                                 | 1775—1845  | Жена графа П. А. Строганова |
| 75  | 20 ноября 1815                      |         | Ланская, Варвара Матвеевна                                                              | ум. 1831   | Жена В. С. Ланского |
| 76  | 12 января 1816                      |         | Депрерадович, Наталья Павловна                                                          | 1778—1862  | Жена генерала Н. И. Депрерадовича |
| 77  | 12 января 1816                      |         | Ливен, Дарья Христофоровна, графиня                                                     | 1785—1857  | Жена графа Х. А. Ливена |
| 78  | 12 января 1816                      |         | Меллер-Закомельская, София Петровна, баронесса                                          | 1774—1851  | Жена генерала П. И. Меллер-Закомельского |
| 79  | 12 января 1816                      |         | Нессельроде, Мария Дмитриевна                                                           | 1786—1849  | Жена графа К. В. Нессельроде |
| 80  | 9 февраля 1816                      |         | Архарова, Екатерина Александровна,                                                      | 1755—1836  | Вдова генерала И. П. Архарова |
| 81  | 9 февраля 1816                      |         | Головкина, Софья Александровна, графиня                                                 | 1766—1831  | Статс-дама, благотворительница, жена П. Г. Головкина                                                                                           |
| 82  | 9 февраля 1816                      |         | Ланская, Мария Васильевна,                                                              | 1767—1842  | Вдова гофмаршала С. С. Ланского |
| 83  | 9 февраля 1816                      |         | Орлова-Денисова, Мария Алексеевна, графиня                                              | 1784—1829  | Жена графа В. В. Орлова-Денисова |
| 84  | 9 февраля 1816                      |         | Пашкова, Екатерина Александровна                                                        | 1768—1835  | Жена В. А. Пашкова |
| 85  | 9 февраля 1816                      |         | Розен, Елизавета Дмитриевна, баронесса                                                  | 1790—1862  | Жена генерала Г. В. Розена |
| 86  | 9 февраля 1816                      |         | Трубецкая, Софья Андреевна, княгиня                                                     | 1795—1848  | Жена князя В. С. Трубецкого |
| 87  | 9 февраля 1816                      |         | Шишкова, Дарья Алексеевна                                                               | ум. 1825   | Жена А. С. Шишкова |
| 88  | 9 февраля 1816                      |         | Штакельберг, Каролина Христофоровна, графиня                                            | 1785—1868  | Жена графа Г. О. Штакельберга |
| 89  | 13 февраля 1816                     |         | Алопеус, Жанетта Ивановна                                                               | 1784—1869  | Жена графа Д. М. Алопеуса |
| 90  | 9 апреля 1816                       |         | Головина, Варвара Николаевна, графиня                                                   | 1766—1819  | Жена графа Н. Н. Головина |
| 91  | 18 апреля 1816                      |         | Долгорукова, Екатерина Фёдоровна, княгиня                                               | 1769—1849  | Вдова князя В. В. Долгорукова |
| 92  | 18 апреля 1816                      |         | Салтыкова, Наталья Юрьевна, княгиня                                                     | 1782—1860  | Жена князя А. Н. Салтыкова |
| 93  | 18 апреля 1816                      |         | Тутолмина, Софья Петровна                                                               | 1772—1833  | Дочь графа П. И. Панина, жена И.В. Тутолмина                                                                                                   |
| 94  | 18 апреля 1816                      |         | Щербатова, Анастасия Валентиновна, княгиня                                              | 1774—1841  | Жена князя П. П. Щербатова |
| 95  | 21 июля 1816                        |         | Безбородко, Анна Ивановна, графиня                                                      | 1766—1824  | Вдова графа И. А. Безбородко |
| 96  | 12 декабря 1816                     |         | Козодавлева, Анна Петровна                                                              | 1754—1820  | Жена О. П. Козодавлева |
| 97  | 12 декабря 1816                     |         | Штейн, Вильгельмина, баронесса                                                          | 1772—1819  | Жена барона Г. Ф. К. фон Штейна |
| 98  | 1 января 1817                       |         | Эссен, Екатерина Николаевна, графиня                                                    | ум. 1829   | Жена графа П. К. Эссена |
| 99  | 1 июля 1817                         |         | Комаровская, Елизавета Егоровна, графиня                                                | 1783—1847  | Жена Е. Ф. Комаровского |
| 100 | 12 декабря 1817                     |         | Волкова, Маргарита Александровна                                                        | 1762—1820  | Вдова А. А. Волкова |
| 101 | 12 декабря 1817                     |         | Васильчикова, Татьяна Васильевна                                                        | 1793—1875  | Жена И. В. Васильчикова |
| 102 | 12 декабря 1817                     |         | Глебова-Стрешнева, Елизавета Петровна                                                   | 1751—1837  | Вдова Ф. И. Глебова |
| 103 | 12 декабря 1817                     |         | Дибич, Анна Егоровна, баронесса                                                         | 1798—1830  | Жена барона И. И. Дибича |
| 104 | 12 декабря 1817                     |         | Хованская, Вильгельмина Ивановна, княгиня                                               | 1781—1839  | Жена князя Н. Н. Хованского |
| 105 | 13 января 1818                      |         | Чернышёва, Елизавета Петровна, графиня                                                  | 1773—1828  | Жена графа Г. И. Чернышёва |
| 106 | 18 июля 1818                        |         | Бороздина, Елизавета Александровна                                                      | 1788—1841  | Жена генерала Н. М. Бороздина |
| 107 | 22 июля 1819                        |         | Шувалова, Варвара Петровна графиня                                                      | 1796—1870  | Жена генерала П. А. Шувалова, дочь князя П. Ф. Шаховского                                                                                      |
| 108 | 22 июля 1819                        |         | Неплюева, Наталья Васильевна                                                            | 1777—1836  | Жена И. Н. Неплюева |
| 109 | 22 июля 1819                        |         | Толь, Ольга Густавовна                                                                  | 1796—1861  | Жена генерала К. Ф. Толя |
| 110 | 30 августа 1821                     |         | Нарышкина, Мария Яковлевна                                                              | 1789—1854  | Жена К. Я. Нарышкина |
| 111 | 14 октября 1821                     |         | Голицына, Анна Александровна, княгиня                                                   | 1782—1863  | Жена князя Ф. С. Голицына |
| 112 | 13 мая 1822                         |         | Татищева, Юлия Александровна                                                            | 1785—1834  | Жена Д. П. Татищева |
| 113 | 30 августа 1822                     |         | Ожаровская, София Адамовна, графиня                                                     | 1800—1855  | Жена генерала А. П. Ожаровского |
| 114 | 30 августа 1822                     |         | Щербатова, София Степановна, княгиня                                                    | 1798—1886  | Статс-дама, благотворительница |
| 115 | 22 июля 1823                        |         | Воронцова, Елизавета Ксаверьевна, графиня                                               | 1792—1880  | 5 декабря 1850 получила орден I степени. |
| 116 | 22 июля 1823                        |         | Долгорукова, Варвара Сергеевна, княгиня                                                 | 1793—1833  | Жена князя В. В. Долгорукова |
| 117 | 12 декабря 1823                     |         | Канкрина, Екатерина Захаровна                                                           | 1795—1849  | Жена графа Е. Ф. Канкрина |
| 118 | 12 декабря 1823                     |         | Козенс, Мария Ивановна                                                                  | 1791—1859  | Жена шталмейстера А. Р. Козенса |
| 119 | 12 декабря 1823                     |         | Рудзевич, Марфа Евстафьевна                                                             | 1775—1856  | Жена генерала А. Я. Рудзевича |
| 120 | 12 декабря 1823                     |         | Трухсес (нем. Truchseß), Мария-Антония, графиня                                         | 1781—1831  | Обер-гофмейстерина королевского прусского двора. Дочь князя Германа Гогенцоллерн-Гехингенского; жена графа Фридриха фон Вальдбург-Капустигаля  |
| 121 | 12 декабря 1823                     |         | Паскевич, Елизавета Алексеевна                                                          | 1791—1856  | Жена И. Ф. Паскевича, в 1846 году получила орден I степени.                                                                                    |
| 122 | 8 февраля 1824                      |         | Белосельская-Белозерская, Анна Григорьевна, княгиня                                     | 1773—1846  | Жена князя А. М. Белосельского-Белозерского |
| 123 | 8 февраля 1824                      |         | Икскуль-Гильденбандт, Софья Амалия (1780—1854), графиня                                 | 1780—1854  | Гофмейстерина Вюртембергского Двора, вдова обер-гофмейстера графа Карла Икскуль-Гильденбандта                                                  |
| 124 | 8 февраля 1824                      |         | Шаховская, Софья Алексеевна, княгиня                                                    | 1790—1878  | Жена генерала И. Л. Шаховского |
| 125 | 21 апреля 1824                      |         | Моден, Елизавета Николаевна, графиня                                                    | 1773—1852  | Жена гофмаршала Г. К. Моден-Реймона |
| 126 | 24 июня 1824                        |         | Плессен, София Балтазаровна                                                             | 1776—1835  | Жена Леопольда фон Плессена, министра герцогства Мекленбург-Шверинского                                                                        |
| 127 | 12 декабря 1824                     |         | Бенкендорф, Елизавета Андреевна, графиня                                                | 1788—1857  | Жена А. Х. Бенкендорфа |
| 128 | 12 декабря 1824                     |         | Салтыкова, Екатерина Васильевна, княгиня                                                | 1791—1862  | Получила орден I степени 28 августа 1856 |
| 129 | 27 февраля 1825                     |         | Багратиони, Текла Ираклиевна царевна грузинская                                         | 1776—1846  | Дочь царя Ираклия II |
| 130 | 21 марта 1825                       |         | Эльмпт, Анна Ивановна, графиня                                                          | 1777—1845  | Вдова генерала графа Ф. И. Эльмпта |
| 131 | 22 июля 1825                        |         | Вассенар, София (нидерл. Sophia Wilhelmina Petronella van Heeckeren van Kell ), графиня | 1772—1847  | Гофмейстерина Нидерландского двора при великой княгине Анне Павловне, её супруг граф Вассенар, Якоб                                            |
| 132 | 22 июля 1825                        |         | Татищева, Варвара Александровна, графиня                                                | 1776—1853  | Жена генерала А. И. Татищева |

### ЭпохаНиколая I(1825—1855)
| №   | Дата награждения                 | Портрет | Имя                                                                  | Годы жизни      | Примечание |
| --- | -------------------------------- | ------- | -------------------------------------------------------------------- | --------------- | --- |
| 1   | 1 июля 1826                      |         | Чернышёва, Елизавета Николаевна, княгиня                             | 1808—1872       | Жена генерала А. И. Чернышёва. 5 декабря 1850 получила орден I степени                                                                                                  |
| 2   | 22 августа 1826 (день коронации) |         | Алопеус, Луиза Фёдоровна                                             | 1768—1851       | Вдова дипломата М. М. Алопеуса |
| 3   | 22 августа 1826                  |         | Альбедиль, Мария Логгиновна, баронесса                               | 1775—1851       | Жена барона П. Р. Альбедиля |
| 4   | 22 августа 1826                  |         | Закревская, Аграфена Федоровна, графиня                              | 1800—1879       | Жена графа А. А. Закревского |
| 5   | 22 августа 1826                  |         | Ламберт, Ульяна Михайловна, графиня                                  | 1791—1838       | Жена графа К. О. Ламберта |
| 6   | 22 августа 1826                  |         | Ланжерон, Елизавета Адольфовна, графиня                              | 1799—1873       | Жена графа А. Ф. Ланжерона |
| 7   | 22 августа 1826                  |         | Левашова, Авдотья Васильевна                                         | 1796—1868       | Жена генерала В. В. Левашова |
| 8   | 22 августа 1826                  |         | Мусина-Пушкина, Прасковья Ивановна, графиня                          | 1752—1846       | Вдова адмирала графа А. В. Мусина-Пушкина |
| 9   | 22 августа 1826                  |         | Опперман, Каролина Ивановна, графиня                                 | 1776—1841       | Жена генерала графа К. И. Оппермана |
| 10  | 22 августа 1826                  |         | Орлова-Чесменская, Анна Алексеевна, графиня                          | 1785—1848       | Камер-фрейлина двора (1817) |
| 11  | 22 августа 1826                  |         | Пален, Екатерина Васильевна, графиня                                 | ум. 1853        | Жена генерала П. П. Палена |
| 12  | 22 августа 1826                  |         | Прозоровская, Татьяна Михаиловна, княгиня                            | 1769—1840       | Жена князя И. И. Прозоровского |
| 13  | 22 августа 1826                  |         | Рибопьер, Екатерина Михайловна                                       | 1788—1872       | Жена дипломата А. И. Рибопьера |
| 14  | 22 августа 1826                  |         | Храповицкая, Софья Алексеевна                                        | 1786—1833       | Жена генерала М. Е. Храповицкого |
| 15  | 22 июля 1827                     |         | Паулуччи, Клавдия Фоминична, маркиза                                 | 1801—1874       | Жена дипломата Ф. О. Паулуччи |
| 16  | 22 июля 1827                     |         | Сипягина, Елизавета Сергеевна                                        | 1800—1828       | Жена генерала Н. М. Сипягина |
| 17  | 22 июля 1827                     |         | Сухозанет, Екатерина Александровна                                   | 1804—1861       | Жена генерала И. О. Сухозанета |
| 18  | 29 февраля 1828                  |         | Ливен, Мария Романовна                                               | 1797—1839       | Жена графа И. А. Ливена |
| 19  | 20 апреля 1828                   |         | Вилдермет, Мария-Маргарита, (von Wildermet)                          | 1777—1839       | Гофмейстерина при королевском Прусском дворе. |
| 20  | 28 сентября 1828                 |         | Дадиани, Марта Зурабовна, княгиня                                    | ум. 1839        | Жена владетельного князя Мегрелии Левана V Дадиани |
| 21  | 6 декабря 1828                   |         | Долгорукова, Варвара Николаевна, княгиня                             | 1796—1880       | Жена министра юстиции А. А. Долгорукова |
| 22  | 11 мая 1829                      |         | Гутаковская, Мария Матвеевна                                         | 1766—1843       | Вдова канцлера Людика Гутаковского |
| 23  | 11 мая 1829                      |         | Левицкая, Варвара Прокофьевна                                        | 1786—1837       | Жена генерала М. И. Левицкого |
| 24  | 11 мая 1829                      |         | Мостовская, Мария Ивановна, графиня                                  | 1780—1837       | Жена графа Тадеуша Мостовского |
| 25  | 11 мая 1829                      |         | Рихтер, Елизавета Ивановна                                           | 1788—1846       | Жена генерал-лейтенанта Б. Х. Рихтера |
| 26  | 11 мая 1829                      |         | Соболевская, Изабелла Ивановна, графиня                              | 1776—1858       | Статс-дама, жена графа Валентина Соболевcкого |
| 27  | 22 июня 1829                     |         | Блюхер-фон-Вальдштадт, княгиня, ур. Amalie von Colomb                | 1772—1850       | Вдова фельдмаршала Блюхера. Иностранная подданная — прусская |
| 28  | 17 июля 1829                     |         | Кайсарова, Варвара Яковлевна                                         | 1796—1875       | Жена генерала П. С. Кайсарова |
| 29  | 7 августа 1829                   |         | Эристави, Анастасия Ираклиевна, царевна грузинская                   | 1763—1838       | Дочь Ираклия II, вдовствующая супруга князя Эристави Реваза Георгиевича.                                                                                                |
| 30  | 27 октября 1829                  |         | Опочинина, Дарья Михайловна                                          | 1788—1854       | Дочь Кутузова, жена шталмейстера Ф. П. Опочинина |
| 31  | 1 января 1830                    |         | Моллер, Юлия Фёдоровна                                               | 1789—1879       | Жена адмирала А. В. фон Моллера |
| 32  | 1 января 1830                    |         | Хитрово, Мария Алексеевна                                            | 1782—1863       | Жена государственного контролера А. З. Хитрово |
| 33  | 27 февраля 1830                  |         | Орлова, Ольга Александровна, графиня                                 | 1807—1880       | Жена шефа жандармов А. Ф. Орлова |
| 34  | 21 марта 1830                    |         | Анстет, Александра Ивановна                                          | ум. 1842        | Жена И. О. Анстедта |
| 35  | 1 июля 1830                      |         | Баранова, Юлия Федоровна, графиня                                    | 1789—1864       | Награждена орденом I степени 26 августа 1856. Воспитательница дочерей Николая I                                                                                         |
| 36  | 1 июля 1830                      |         | Киселёва, София Станиславовна, графиня                               | 1801—1875       | Жена графа П. Д. Киселёва |
| 37  | 24 ноября 1831                   |         | Зубова, Наталья Александровна, графиня                               | 1775—1844       | Вдова графа Н. А. Зубова |
| 38  | 24 ноября 1831                   |         | Урусова, Екатерина Павловна, княгиня                                 | 1775—1855       | Жена вице-президента Московской дворцовой конторы А. М. Урусова |
| 39  | 6 декабря 1831                   |         | Дурново, Мария Никитична                                             | 1776—1847       | Жена обер-гофмейстер Д. Н. Дурново |
| 40  | 6 декабря 1831                   |         | Фредерикс, Цецилия Владиславовна, баронесса                          | 1794—1851       | Жена генерала, шталмейстера П. А. Фредерикса |
| 41  | 1 января 1833                    |         | Гагарина, Варвара Михайловна, княгиня                                | 1779—1854       | Жена президента Московской Дворцовой конторы С. И. Гагарина |
| 42  | 21 апреля 1833                   |         | Красовская, Дарья Андреевна                                          | 1805—1859       | Жена генерала А. И. Красовского |
| 43  | 24 мая 1833                      |         | Пален, Екатерина Фёдоровна, баронесса                                | 1800—1869       | Жена барона М. И. Палена |
| 44  | 3 июня 1833                      |         | Ребиндер, Анна Андреевна, графиня                                    | 1788—1845       | Жена статс-секретаря по делам великого княжества Финляндского Р. И. Ребиндера                                                                                           |
| 45  | 6 декабря 1833                   |         | Горчакова, Агафоклея Николаевна                                      | 1802—1888       | Жена генерала М. Д. Горчакова |
| 46  | 6 декабря 1833                   |         | Нейдгардт, Анна Борисовна                                            | 1800—1863       | Жена генерала А. И. Нейдгардта |
| 47  | 1 января 1834                    |         | Васильчикова, Аделаида Петровна                                      | 1785—1851       | Жена генерала Д. В. Васильчикова |
| 48  | 1 января 1834                    |         | Строганова, Юлия Петровна, графиня                                   | 1782—1864       | Статс-дама (1862), благотворительница |
| 49  | 1 января 1834                    |         | Оленина, Елизавета Марковна                                          | 1768—1838       | Жена директора Императорской Академии художеств А. Н. Оленина |
| 50  | 21 апреля 1834                   |         | Бибикова, София Сергеевна                                            | 1807—1882       | Жена директора департамента внешней торговли Министерства финансов Д. Г. Бибикова                                                                                       |
| 51  | 30 июня 1834                     |         | Реден, Фредерика, графиня                                            | 1774—1854       | Гофмейстерина наследной принцессы прусской. Вдова графа Фридриха-Вильгельма Редена                                                                                      |
| 52  | 30 июня 1834                     |         | Долгорукова, Екатерина Дмитриевна                                    | 1801—1887       | Жена вице-президента придворной Конторы Н. В. Долгорукова |
| 53  | 6 апреля 1835                    |         | Булгакова, Мария Константиновна                                      | 1796—1979       | Жена почт-директора К. Я. Булгакова |
| 54  | 6 апреля 1835                    |         | Клейнмихель, Клеопатра Петровна, графиня                             | 1811—1865       | Жена П. А. Клейнмихеля |
| 55  | 6 апреля 1835                    |         | Храповицкая, Анастасия Сергеевна                                     | 1812—1889       | Жена генерала М. Е. Храповицкого |
| 56  | 25 сентября 1835                 |         | Фикельмон, Дарья Фёдоровна                                           | 1804—1863       | (Иностранная подданная — Австрийская) |
| 57  | 25 января 1836                   |         | Шервашидзе, Тамара Кациевна, княгиня                                 | 1778—после 1836 | Вдовствующая мать владетеля Абхазии Михаила |
| 58  | 28 марта 1836                    |         | Адлерберг, Мария Васильевна, графиня                                 | 1797—1870       | Жена генерала В. Ф. Адлерберга |
| 59  | 28 марта 1836                    |         | Шипова, Анна Евграфовна                                              | 1806—1876       | Жена генерала С. П. Шипова |
| 60  | 5 декабря 1836                   |         | Кутайсова, Прасковья Петровна                                        | 1784—1870       | Жена президента гоф-интендантской конторы П. И. Кутайсова |
| 61  | 5 декабря 1836                   |         | Рожнова, Анна Васильевна                                             | ум. 1842        | Жена адмирала и Кронштадтского военного губернатора П. М. Рожнова |
| 62  | 14 января 1837                   |         | Мария Исаковна, царевна Грузинская                                   | 1808—1882       | Жена царевича Александра Ираклиевича. |
| 63  | 20 апреля 1837                   |         | Дашкова, Елизавета Васильевна                                        | 1809—1890       | Жена генерал-прокурора Сената Д. В. Дашкова |
| 64  | 20 апреля 1837                   |         | Лонгинова, Мария Александровна                                       | 1798—1888       | Жена статс-секретаря Н. М. Лонгинова |
| 65  | 30 апреля 1837                   |         | Браницкая, Роза Станиславовна, графиня                               | 1780—1862       | Жена генерала В. Г. Браницкого |
| 66  | 1 июля 1837                      |         | Блудова, Анна Андреевна                                              | 1777—1848       | Жена графа Д. Н. Блудова |
| 67  | 1 июля 1837                      |         | Кавелина, Мария Павловна                                             | 1808—1891       | Жена генерала, директора Пажеского корпуса А. А. Кавелина |
| 68  | 1 июля 1837                      |         | Крыжановская, Мария Алексеевна                                       | 1791—1872       | Жена генерала М. К. Крыжановского |
| 69  | 23 октября 1837                  |         | Крейц, Каролина Петровна, графиня                                    | 1786—1857       | Жена генерала К. А. Крейца |
| 70  | 23 октября 1837                  |         | Ридигер, Луиза Карловна, графиня                                     | 1811—1894       | Жена генерала Ф. В. Ридигера |
| 71  | 1 ноября 1837                    |         | Орлова, Екатерина Дмитриевна                                         | 1770—1853       | Вдова знаменитого атамана В. П. Орлова |
| 72  | 1 ноября 1837                    |         | Кутейникова, Мария Васильевна                                        | ум. 1843        | Жена генерала Д. Е. Кутейникова |
| 73  | 6 декабря 1837                   |         | Дьякова, Екатерина Андреевна                                         | ум. 1891        | Жена генерала П. Н. Дьякова |
| 74  | 3 апреля 1838                    |         | Горчакова, Наталья Дмитриевна, княгиня                               | ум. 1849        | Жена генерала П. Д. Горчакова |
| 75  | 8 декабря 1838                   |         | Гудович, Екатерина Николаевна, графиня                               | 1781—1847       | Жена генерала А. И. Гудовича |
| 76  | 25 марта 1839                    |         | Сумарокова, Александра Павловна                                      | 1790—1857       | Жена генерала С. П. Сумарокова |
| 77  | 23 ноября 1839                   |         | Леонтьева, Мария Павловна                                            | 1792—1874       | Начальница Смольного института благородных девиц c 21 сентября 1839 по 1875 год.                                                                                        |
| 78  | 31 декабря 1839                  |         | Новосильцева, Екатерина Владимировна                                 | 1770—1849       | Основательница Орлово-Новосильцовского благотворительного заведения |
| 79  | 22 августа 1840                  |         | Ридизель (Riedesel zu Eisenbach), Вильгельмина, баронесса            | 1779—1855       | Обер-гофмейстерина. Иностранная подданная — Гессен-Дармштадтская. Вдова обер-гофмейстера Людвига Ридизеля (1778—1828) Вместо 2-й ст. ошибочно ей был выдан знак 1-й ст. |
| 80  | 6 декабря 1840                   |         | Максимила (Шишкина)                                                  | ум. 1841        | Игуменья Новгородского первоклассного Свято Духового монастыря, в миру Шишкина Людмила Петровна                                                                         |
| 81  | 19 февраля 1841                  |         | Шервашидзе, Александра Георгиевна, княгиня                           | 1822—1864       | Супруга владетеля Абхазии князя М. Г. Шерваштдзе |
| 82  | 19 февраля 1841                  |         | Берг, Леопольдина Францевна                                          | 1786—1874       | Жена генерала Ф. Ф. Берга |
| 83  | 10 апреля 1841                   |         | Потоцкая, Мария Казимировна, графиня                                 | 1790—1865       | Вдова дипломата С. И. Потоцкого |
| 84  | 10 апреля 1841                   |         | Яблоновская, Терезия Михайловна, княгиня                             | 1793—1847       | Жена сенатора М. Я. Яблоновского |
| 85  | 15 апреля 1841                   |         | Строганова, Наталия Викторовна, графиня                              | 1800—1855       | Жена графа А. Г. Строганова |
| 86  | 15 апреля 1841                   |         | Ховен, Наталья Семёновна                                             | 1757—1843       | Гофмейстерина двора |
| 87  | 1 июля 1841                      |         | Полторацкая, София Борисовна                                         | 1795—1871       | Жена генерала К. М. Полторацкого |
| 88  | 1 июля 1841                      |         | Фритч (Fritsch), Констанция, графиня                                 | 1781—1858       | Фрейлина (1806) великой княгини Марии Павловны, гофмейстерина Саксен-Веймарского двора                                                                                  |
| 89  | 14 октября 1841                  |         | Тимофеева, Пелагея Константиновна                                    | ум. 1877        | Жена генерала В. И. Тимофеева |
| 90  | 15 октября 1841                  |         | Захаржевская, Елена Павловна                                         | 1804—1889       | Жена генерала Г. А. Захаржевского |
| 91  | 1 июля 1842                      |         | Бутурлина, Елизавета Михайловна                                      | 1805—1859       | Жена дипломата Д. П. Бутурлина |
| 92  | 1 июля 1842                      |         | Воронцова-Дашкова, Александра Кирилловна, графиня                    | 1817—1856       | Жена дипломата И. И. Воронцова-Дашкова |
| 93  | 1 июля 1842                      |         | Друцкая-Любецкая, Мария Осиповна, княгиня                            | 1799—1874       | Жена государственного деятеля Ф.-К. Друцкого-Любецкого |
| 94  | 24 февраля 1844                  |         | Убри, Шарлотта Ивановна                                              | 1791—1875       | Жена дипломата П. Я. Убри |
| 95  | 14 апреля 1844                   |         | Бассевиц (Bassewitz), Марианна, графиня                              | 1792—1860       | Обер-гофмейстерина. Иностранная подданная — Мекленбург-Шверинская. Жена (1812) статс-министра Карла-Адольфа Бассевица (1784—1837), брак окончился разводом              |
| 96  | 10 сентября 1845                 |         | Мейендорф, София Рудольфовна, баронесса                              | 1800—1868       | Жена дипломата П. К. Мейендорфа |
| 97  | 6 апреля 1846                    |         | Потоцкая, Елизавета Николаевна, графиня                              | 1795—1867       | Жена дипломата Л. С. Потоцкого |
| 98  | 8 апреля 1846                    |         | Дентичи (Dentice), Марианна, княгиня                                 | 1802—1868       | Придворная дама королевы Обеих Сицилий Марии Изабеллы. Иностранная подданная — королевства Неаполя и Обеих Сицилий. Жена Луиджи Дентичи, князя Фрассо (1791—1850)       |
| 99  | 21 апреля 1846                   |         | Бутенева, Мария Иринеевна                                            | 1811—1890       | Жена дипломата А. П. Бутенева |
| 100 | 22 мая 1846                      |         | Валевская, Фекла Михайловна (Текла), графиня                         | 1783—1862       | Вдова члена Рады А. Колонна-Валевского |
| 101 | 1 июля 1846                      |         | Валуева, Екатерина Петровна                                          | 1774—1848       | Камер-фрейлина, дочь П. С. Валуева. |
| 102 | 1 июля 1846                      |         | Волконская, Варвара Михайловна, княжна                               | 1781—1865       | Фрейлина императрицы Елизаветы Алексеевны. Сестра генерала П. М. Волконского                                                                                            |
| 103 | 1 июля 1846                      |         | Окулова, Анна Алексеевна                                             | 1794—1861       | Гувернантка великой княжны Ольги Николаевны. |
| 104 | 1 июня 1846                      |         | Кочетова, Екатерина Николаевна                                       | 1776—1867       | Камер-фрейлина, дочь Н. И. Кочетова; племянница Е. Р. Дашковой |
| 105 | 31 июля 1846                     |         | Берольдинген (Beroldingen), Шарлотта-Елизавета, графиня              | 1810—1868       | Жена бывшего министра иностранных дел Вюртемберга генерал-лейтенанта Иосифа Берольдингена (1804—1875). Иностранная подданная — Вюртембергская                           |
| 106 | 21 апреля 1847                   |         | Голицына, София Петровна, княгиня                                    | 1805—1888       | Жена генерала А. М. Голицына |
| 107 | 1 июля 1847                      |         | Мансурова, Аграфена Ивановна                                         | 1795—1861       | Жена дипломата А. П. Мансурова |
| 108 | 1 июля 1847                      |         | Волконская, Екатерина Алексеевна, княгиня                            | 1770—1853       | Вдова князя Д. П. Волконского |
| 109 | 30 августа 1847                  |         | Северина, София Фёдоровна                                            | ум. 1882        | Жена дипломата Д. П. Северина |
| 110 | 21 апреля 1848                   |         | Гагарина, Изабелла Адамовна (Елизавета), княгиня                     | 1800—1886       | Жена обер-гофмейстера С. С. Гагарина |
| 111 | 21 апреля 1848                   |         | Набокова, Екатерина Ивановна                                         | 1791—1866       | Жена генерала И. А. Набокова |
| 112 | 21 апреля 1848                   |         | Шувалова, Фекла Игнатьевна, графиня                                  | 1801—1873       | Вдова Платона Зубова, жена дипломата А. П. Шувалова |
| 113 | 30 июня 1848                     |         | Виельгорская, Луиза Карловна                                         | 1791—1853       | Жена М. Ю. Вильегорского |
| 114 | 30 августа 1848                  |         | Беллинсгаузен, Анна Дмитриевна                                       | 1808—1892       | Жена адмирала Ф. Ф. Беллинсгаузена |
| 115 | 6 декабря 1848                   |         | Игнатьева, Мария Ивановна                                            | 1808—1897       | Жена генерала П. Н. Игнатьева |
| 116 | 6 июня 1849                      |         | Потоцкая, Каролина Францевна, графиня                                | 1812—1885       | Жена графа Франца Викентьевича Потоцкого |
| 117 | 8 августа 1849                   |         | Дадиани, Екатерина Александровна, княгиня, правительница Мегрельская | 1816—1882       | Позже (дата неизвестна) награждена орденом I степени |
| 118 | 8 августа 1849                   |         | Орбелиани, Варвара Багратовна                                        | 1804—1870       | Жена генерала Д. Т. Орбелиани |
| 119 | 22 августа 1849                  |         | Горчакова, Мария Александровна                                       | 1801—1853       | Жена канцлера А. М. Горчакова |
| 120 | 5 декабря 1849                   |         | Анненкова, Вера Ивановна                                             | 1813—1902       | Жена дипломата Н. Н. Анненкова |
| 121 | 6 декабря 1849                   |         | Бебутова, Мария Соломоновна                                          | ум. после 1858  | Жена генерала В. О. Бебутова |
| 122 | 18 октября 1850                  |         | Штурмфедер, Мария Луиза (Sturmfeder), баронесса                      | 1789—1866       | Статс-дама при дворе великой княгини Ольги Николаевны |
| 123 | 7 апреля 1851                    |         | Апраксина, Софья Петровна                                            | 1800—1886       | Вдова В. С. Апраксина |
| 124 | 7 апреля 1851                    |         | Остен-Сакен, Анна Ивановна, баронесса                                | 1805—1897       | Жена барона Д. Е. Остен-Сакена |
| 125 | 22 августа 1851                  |         | Боде, Наталья Фёдоровна, баронесса                                   | 1790—1860       | Жена барона Л. К. Боде |
| 126 | 25 августа 1851                  |         | Певцова, Софья Карловна                                              | 1782—1852       | Жена А. С. Певцова |
| 127 | 5 декабря 1851                   |         | Философова, Анна Григорьевна                                         | 1815—1892       | Жена генерала А. И. Философова |
| 128 | 1 января 1852                    |         | Протасова, Наталья Дмитриевна                                        | 1803—1880       | Жена генерала графа Н. А. Протасова |
| 129 | 29 марта 1852                    |         | Долгорукова, Ольга Карловна, княгиня                                 | 1807—1853       | Жена князя В. А. Долгорукова |
| 130 | 30 августа 1852                  |         | Суворова, Любовь Васильевна                                          | 1811—1867       | Жена графа А. А. Суворова князя Италийского |
| 131 | 1 октября 1852                   |         | Кокошкина, Софья Александровна                                       | 1810—1867       | Жена санкт-петербургского обер-полицмейстера С. А. Кокошкина |
| 132 | 24 ноября 1853                   |         | леди Пембрук, Екатерина Семеновна                                    | 1783—1856       | Дочь графа С. Р. Воронцова |
| 133 | 13 апреля 1854                   |         | Рохова (von Rochow), Матильда Елизавета, графиня                     | 1798—1871       | Вдова генерал-лейтенанта, прусского посланника в России Теодора Генриха фон Рохов, сына Каролины Де ла Мотт Фуке                                                        |
| 134 | 23 апреля 1854                   |         | Бибкова, Варвара Петровна                                            | 1811—1878       | Жена генерала И. Г. Бибикова |
| 135 | 13 октября 1854                  |         | Корнилова, Елизавета Васильевна                                      | 1815—1880       | Вдова вице-адмирала В. А. Корнилова |

### ЭпохаАлександра II(1855—1881)
| №  | Дата награждения | Портрет | Имя                                                    | Годы жизни | Примечание |
| -- | ---------------- | ------- | ------------------------------------------------------ | ---------- | --- |
| 1  | 18 июня 1855     |         | Коцебу, Елизавета Петровна, графиня                    | 1818—1902  | Жена генерала графа П. Е. Коцебу                                                                                        |
| 2  | 23 апреля 1856   |         | Баратынская, Анна Давыдовна                            | 1814—1889  | Жена сенатора И. А. Баратынского, дочь князя Д.С. Абамелика                                                             |
| 3  | 12 июня 1856     |         | Курнатовская, Анна Адриановна                          | ум. 1869   | Жена (с 1819) сенатора, генерал-лейтенанта Сигизмунда Адамовича Курнатовского                                           |
| 4  | 26 августа 1856  |         | Луиза-Вильгельмина де Грайси, баронесса                | 1810—1876  | Фрейлина Гессенского двора, иностранная подданная. Жена барона Августа Сенаркленса фон Гранси                           |
| 5  | 26 августа 1856  |         | Езерская, Каролина Францевна                           | ум. 1861   | Жена сенатора Яна Езерского, дочь князя Ф. Сапеги                                                                       |
| 6  | 26 августа 1856  |         | Катенина, Варвара Ивановна                             | 1822—1865  | Жена генерала А. А. Катенина                                                                                            |
| 7  | 26 августа 1856  |         | Ливен, Мария Александровна, баронесса                  | 1814—1878  | Жена генерала барона В. К. Ливена                                                                                       |
| 8  | 26 августа 1856  |         | Сухозанет, Евдокия Владимировна                        | 1801—1895  | Жена генерала Н. О. Сухозанета                                                                                          |
| 9  | 26 августа 1856  |         | Тизенгаузен, Екатерина Фёдоровна, графиня              | 1903—1888  | Внучка фельдмаршала Кутузова, фрейлина, камер-фрейлина                                                                  |
| 10 | 30 августа 1856  |         | Толстая, Елизавета Васильевна                          | 1826—1870  | Жена И. М. Толстого |
| 11 | 8 августа 1857   |         | Ватцдорф , Шарлотта-Генриетта, баронесса               | 1774—1864  | Обер-гофмейстерина, иностранная подданная — Саксен-Веймарская Вдова министра двора барона Карла-Людвига фон Ватцдорфа   |
| 12 | 16 августа 1857  |         | Голицына, Надежда Ивановна, княгиня                    | 1796—1868  | Жена князя А. Ф. Голицына                                                                                               |
| 13 | 30 августа 1857  |         | Зиновьева, Юлия Николаевна                             | 1808—1869  | Жена генерала Н. В. Зиновьева                                                                                           |
| 14 | 30 августа 1857  |         | Четвертинская, Надежда Фёдоровна, княгиня              | 1792—1883  | Жена князя Б. А. Четвертинская                                                                                          |
| 15 | 23 октября 1857  |         | Васильчикова, Екатерина Алексеевна, княгиня            | 1818—1869  | Жена князя И. И. Васильчикова                                                                                           |
| 16 | 14 ноября 1857   |         | Г-жа Дю-Босс-дю-Тиль, Фредерика, баронесса             | 1811—1891  | Обер-гофмейстерина Гессенского двора, иностранная подданная Жена государственного министра барона Карла Дю-Босс-дю-Тиля |
| 17 | 14 ноября 1857   |         | Лимбург-Штирум, София, графиня                         | 1814—1890  | Обер-гофмейстерина королевы Нидерландов Анны Павловны Вдова обер-шталмейстера Отто-Иоганна Лимбург-Штирума (1789—1851)  |
| 18 | 19 декабря 1857  |         | Г-жа Де-Пиллеман, Ефросиния, графиня                   |            | Обер-гофмейстерина баварского двора, иностранная подданная Вдова генерал-майора Франца де Пиллемана (1776—1838)         |
| 19 | 17 апреля 1858   |         | Олсуфьева, Мария Алексеевна, графиня                   | 1799—1878  | Вдова графа В. Д. Олсуфьева                                                                                             |
| 20 | 17 апреля 1858   |         | Толстая, Анна Михайловна, графиня                      | 1792—1868  | Жена графа А. Н. Толстого                                                                                               |
| 21 | 23 апреля 1858   |         | Панина, Наталья Павловна, графиня                      | 1810—1899  | Жена графа В. Н. Панина                                                                                                 |
| 22 | 23 апреля 1858   |         | Скрипицина, Вера Николаевна                            | 1801—1874  | Инспектриса Смольного института, гувернантка великих князей.                                                            |
| 23 | 13 сентября 1858 |         | Львова, Прасковья Агеевна                              | 1817—1898  | Жена композитора А. Ф. Львова                                                                                           |
| 24 | 13 сентября 1858 |         | Назимова, Анастасия Александровна                      | 1822—1865) | Жена генерала В. И. Назимова                                                                                            |
| 25 | 12 февраля 1859  |         | Родзянко, Екатерина Владимировна                       | 1793—1877  | Начальница Училища ордена св. Екатерины в Петербурге.                                                                   |
| 26 | 23 апреля 1859   |         | Разумовская, Мария Григорьевна, графиня                | 1772—1865  | Вдова графа Л. К. Разумовского                                                                                          |
| 27 | 28 декабря 1859  |         | Львова, Екатерина Владимировна, княжна                 | 1807—1880  | Камер-фрейлина двора великой княгини Елены Павловны                                                                     |
| 28 | 28 декабря 1859  |         | Одоевская, Ольга Степановна, княгиня                   | 1797—1872  | Жена писателя князя В. Ф. Одоевского                                                                                    |
| 29 | 17 апреля 1860   |         | Муравьева, Пелагея Васильевна                          | 1802—1871  | Жена графа М. Н. Муравьёва-Виленского                                                                                   |
| 30 | 17 апреля 1860   |         | Ростовцева, Вера Николаевна                            | 1812—1879  | Дочь финляндского генерал-губернатора Н. Ф. Эмина, вдова Я. И. Ростовцева                                               |
| 31 | 17 апреля 1860   |         | Чевкина, Екатерина Фоминична                           | 1799—1879  | Жена генерала К. В. Чевкина                                                                                             |
| 32 | 3 ноября 1860    |         | Ферзен, Елизавета Фёдоровна, графиня                   | 1820—1908  | Жена графа П. К. Ферзена                                                                                                |
| 33 | 6 декабря 1860   |         | Будберг, Мария Петровна, баронесса                     | 1819—1913  | Жена дипломата барона А. Ф. Будберг                                                                                     |
| 34 | 7 июня 1861      |         | Тучкова, Елизавета Ивановна                            | 1805—1875  | Жена генерала П. А. Тучкова                                                                                             |
| 35 | 18 октября 1861  |         | Дадиани, Тереза Мамиевна, светлейшая княгиня           | 1825—1871  | Жена светлейшего князя Г. Л. Дадиани                                                                                    |
| 36 | 22 февраля 1862  |         | Борх, Софья Ивановна, графиня                          | 1809—1871  | Жена графа А. М. Борха                                                                                                  |
| 37 | 17 апреля 1863   |         | Унгерн-Штернберг, Елизавета Карловна, баронесса        | 1821—1865  | Жена барона Эрнеста Фёдоровича фон Унгерн-Штернберга                                                                    |
| 38 | 22 января 1864   |         | Кушелева, Екатерина Дмитриевна, графиня                | 1811—1874  | Вдова графа Г. Г. Кушелева                                                                                              |
| 39 | 1 ноября 1864    |         | Барятинская, Елизавета Дмитриевна, княгиня             | 1835—1899  | Жена князя А. И. Барятинского                                                                                           |
| 40 | 1865             |         | Бенкендорф, Луиза Филипповна, графиня                  | 1825—1890  | Вдова графа К. К. Бенкендорфа, обер-гофмейстерина королевы Вюртембергской                                               |
| 41 | 16 апреля 1866   |         | Адлерберг, Екатерина Николаевна, графиня               | 1822—1910  | Жена графа А. В. Адлерберга                                                                                             |
| 42 | 1867             |         | Билле, Ида Мария, графиня                              | 1822—1902  | Обер-гофмейстерина датского двора                                                                                       |
| 43 | 1 января 1868    |         | Безак, Любовь Ивановна                                 | 1811—1874  | Жена генерала А. П. Безака                                                                                              |
| 44 | 20 мая 1868      |         | Куракина, Юлия Фёдоровна, княгиня                      | 1814—1881  | Жена князя А. Б. Куракина                                                                                               |
| 45 | 19 декабря 1868  |         | Чертова, Варвара Евграфовна                            | 1805—1903  | Основательница Московского Александро-Мариинского института, вице-председательница Дамского Попечительства о бедных.    |
| 46 | 16 января 1869   |         | Черногорская, Милена Петровна, Светлейшая княгиня      | 1847—1923  | Жена короля Николы I |
| 47 | 9 июня 1869      |         | Адлерберг, Амалия Максимилиановна, графиня             | 1808—1888  | Жена графа В. Ф. Адлерберга                                                                                             |
| 48 | 9 июня 1869      |         | Бруннов, Шарлотта Адамовна, баронесса                  | 1801—1874  | Жена барона Ф. И. Бруннов                                                                                               |
| 49 | 17 апреля 1870   |         | Игнатьева, Екатерина Леонидовна, графиня               | 1842—1917  | Жена графа Н. П. Игнатьева                                                                                              |
| 50 | 28 марта 1871    |         | Милютина, Наталья Михайловна, графиня                  | 1821—1912  | Жена графа Д. А. Милютина                                                                                               |
| 51 | 28 марта 1871    |         | Долгорукова, Мария Александровна, княгиня              | 1816—1892  | Жена князя С. А. Долгорукова                                                                                            |
| 52 | 28 марта 1871    |         | Тимашева, Екатерина Александровна                      | 1830—1899  | Жена генерала А. Е. Тимашева                                                                                            |
| 53 | 28 марта 1871    |         | Шувалова, Елена Ивановна, графиня                      | 1830—1922  | Жена графа П. А. Шувалова                                                                                               |
| 54 | 16 апреля 1871   |         | Гагарина, Софья Андреевна, княгиня                     | 1822—1908  | Жена князя Г. Г. Гагарина                                                                                               |
| 55 | 18 октября 1871  |         | Багратино-Мухранская, Нина Левановна, княгиня          | 1816—1886  | Жена генерала И. К. Багратион-Мухранского                                                                               |
| 56 | 18 октября 1871  |         | Святополк-Мирская, Софья Яковлевна, княгиня            | 1831—1879  | Жена князя Д. И. Святополк-Мирского                                                                                     |
| 57 | 22 июля 1872     |         | Перфильева, Анастасия Сергеевна                        | 1812—1891  | Жена генерала С. В. Перфильева, дочь С. С. Ланского                                                                     |
| 58 | 8 апреля 1873    |         | Барятинская, Елизавета Александровна, княгиня          | 1826—1902  | Жена князя В. А. Барятинского                                                                                           |
| 59 | 8 апреля 1873    |         | Валуева, Анна Ивановна, графиня                        | 1830—1883  | Жена графа П. А. Валуева                                                                                                |
| 60 | 11 января 1874   |         | Блудова, Антонина Дмитриевна, графиня                  | 1813—1891  | Писательница и благотворительница                                                                                       |
| 61 | 11 января 1874   |         | Воронцова, Мария Васильевна, княгиня                   | 1819—1895  | Жена светлейшего князя С. М. Воронцова                                                                                  |
| 62 | 11 января 1874   |         | Толстая, Александра Андреевна                          | 1817—1904  | Камер-фрейлина русского императорского двора                                                                            |
| 63 | 11 января 1874   |         | Толстая, Софья Дмитриевна, графиня                     | 1827—1907  | Жена графа Д. А. Толстого                                                                                               |
| 64 | 17 апреля 1874   |         | Убри, Екатерина Николаевна                             | 1838—1874  | Жена дипломата П. П. Убри                                                                                               |
| 65 | 17 апреля 1874   |         | Хрептович, Елена Карловна, графиня                     | 1813—1875  | Жена графа М. И. Хрептовича                                                                                             |
| 66 | 26 апреля 1874   |         | Массенбах (Massenbach), Эвелина (1830—1904), баронесса | 1830—1904  | Статс-дама великой княжны Ольги, королевы Вюртемберга                                                                   |
| 67 | 26 апреля 1874   |         | Томилова, Ольга Александровна                          | 1822—1894  | Начальница Смольного института благородных девиц в 1875—1886 годах                                                      |
| 68 | 26 апреля 1874   |         | Таубе (Taube), Фредерика, графиня                      | 1817—1895  | Статс-дама великой княжны Ольги, королевы Вюртемберга Жена обер-гофмейстера графа Адольфа Карла фон Таубе               |
| 69 | 3 марта 1875     |         | Орлова, Екатерина Николаевна, княгиня                  | 1840—1875  | Жена князя Н. А. Орлова                                                                                                 |
| 70 | 22 июля 1875     |         | Голицына, Аглаида Павловна, княгиня                    | 1799—1882  | Вдова князя В. С. Голицына                                                                                              |
| 71 | 17 апреля 1876   |         | Кочубей, Елена Павловна, княгиня                       | 1812—1888  | Вдова князя В. В. Кочубея                                                                                               |
| 72 | 17 апреля 1876   |         | Пален, Елена Карловна, графиня                         | 1833—1910  | Жена графа К. И. Палена                                                                                                 |
| 73 | 22 июля 1876     |         | Гейден, Елизавета Николаевна, графиня                  | 1833—1894  | Статс-дама, общественный деятель, благотворительница                                                                    |
| 74 | 31 октября 1876  |         | Голицына, Луиза Трофимовна, княгиня                    | 1810—1887  | Вдова князя М. Ф. Голицына                                                                                              |
| 75 | 31 октября 1876  |         | Трубецкая, Надежда Борисовна, княгиня                  | 1812—1909  | Статс-дама, благотворительница                                                                                          |
| 76 | 11 ноября 1876   |         | Вяземская, Мария Аркадьевна, княгиня                   | 1819—1889  | Гофмейстерина, жена князя П. П. Вяземского                                                                              |
| 77 | 7 апреля 1877    |         | Пущина, Эмилия Антоновна                               | 1801—1882  | Вдова генерал-лейтенанта Н. Н. Пущина, начальница Санкт-Петербургского женского патриотического института               |
| 78 | 25 ноября 1878   |         | Мансурова, Мария Николаевна                            | 1833—1914  | Жена члена Государственного совета Российской Империи Б. П. Мансурова                                                   |
| 79 | 17 апреля 1879   |         | Альбединская, Александра Сергеевна                     | 1834—1913  | Статс-дама, жена П. П. Альбединского                                                                                    |
| 80 | 17 апреля 1879   |         | Голицына, Мария Михайловна, княгиня                    | 1834—1912  | Жена князя В. Д. Голицына, статс-дама и обер-гофмейстерина                                                              |
| 81 | 17 апреля 1879   |         | Дондукова-Корсакова, Надежда Андреевна, княгиня        | ум. 1884   | Жена князя А. М. Дондукова-Корсакова                                                                                    |
| 82 | 17 апреля 1879   |         | Минквиц, Констанция Фёдоровна                          | 1829—1898  | Жена генерала А. Ф. Минквица                                                                                            |

### ЭпохаАлександра III(1881—1894)
| №  | Дата награждения | Портрет | Имя                                                          | Годы жизни     | Примечание                                                                                                |
| -- | ---------------- | ------- | ------------------------------------------------------------ | -------------- | --- |
| 1  | 26 сентября 1881 |         | Киселёва, Мария Михайловна                                   | 1798—1887      | Попечительница Пензенского попечительства о бедных и Пензенской Киселёвской богадельни                    |
| 2  | 11 июля 1882     |         | Воронцова-Дашкова, Елизавета Андреевна, графиня              | 1845—1924      | Жена графа И. И. Воронцова-Дашкова                                                                        |
| 3  | 11 июля 1882     |         | Исакова, Анна Петровна                                       | ок. 1830—1910  | Жена генерала Н. В. Исакова                                                                               |
| 4  | 11 июля 1882     |         | Меншикова, Леонилла (Леонида) Николаевна, светлейшая княгиня | 1822—1887      | Жена светлейшего князя В. А. Меншикова                                                                    |
| 5  | 11 февраля 1883  |         | Комаровская, Анна Егоровна, графиня                          | 1832—1906      | Камер-фрейлина, гофмейстерина при дворе Великой княгини Александры Иосифовны                              |
| 6  | 15 мая 1883      |         | Бартенева, Вера Арсеньевна                                   | 1821—1894      | Гофмейстерина двора                                                                                       |
| 7  | 15 мая 1883      |         | Бартенева, Надежда Арсеньевна                                | 1821—1902      | Камер-фрейлина двора                                                                                      |
| 8  | 15 мая 1883      |         | Бобринская, Софья Андреевна, графиня                         | 1829—1912      | Жена графа А. А. Бобринского                                                                              |
| 9  | 15 мая 1883      |         | Гирс, Софья Георгиевна                                       | 1830—1903      | Жена дипломата Н. К. Гирса                                                                                |
| 10 | 15 мая 1883      |         | Карамзина, Аврора Карловна                                   | 1808—1902      | Статс-дама, крупная благотворительница                                                                    |
| 11 | 15 мая 1883      |         | Нарышкина, Александра Николаевна                             | 1839—1918      | Жена Э. Д. Нарышкина, статс-дама, благотворительница                                                      |
| 12 | 15 мая 1883      |         | Пиллар фон Пильхау, Анна Карловна, баронесса                 | 1832—1885      | Дочь генерала К. Ф. Пилар фон Пильхау, фрейлина                                                           |
| 13 | 15 мая 1883      |         | Раден, Эдита Фёдоровна, баронесса                            | 1823—1885      | Камер-фрейлина императрицы Марии Фёдоровны                                                                |
| 14 | 15 мая 1883      |         | Тютчева, Дарья Фёдоровна                                     | 1834—1903      | Дочь Ф. И. Тютчева, фрейлина                                                                              |
| 15 | 15 мая 1883      |         | Шереметева, Екатерина Сергеевна                              | 1813—1890      | Жена А. В. Шереметева                                                                                     |
| 16 | 6 мая 1884       |         | Ермолова, Екатерина Петровна                                 | 1829—1910      | Фрейлина двора, дочь П. Н. Ермолова                                                                       |
| 17 | 22 июля 1884     |         | Стааль, Софья Михайловна, баронесса                          | 1835—1917      | Жена дипломата Е. Е. Стааля                                                                               |
| 18 | 24 сентября 1884 |         | Гурко, Мария Андреевна                                       | 1842—1906      | Жена генерал—фельдмаршала И. Ф. Гурко                                                                     |
| 19 | 14 сентября 1884 |         | Потоцкая, Александра Станиславовна, графиня                  | 1818—1893      | Жена графа Августа Потоцкого                                                                              |
| 20 | 19 августа 1885  |         | Дрентельн, Мария Александровна                               | 1839—1914      | Вдова генерала А. Р. Дрентельна                                                                           |
| 21 | 6 мая 1886       |         | Лазарева, Татьяна Михайловна                                 | 1836—1916      | Фрейлина, дочь адмирала М. П. Лазарева                                                                    |
| 22 | 8 марта 1887     |         | Розен, Мария Васильевна, баронесса                           | 1824—1899      | Начальница Павловского института (с 1872 года)                                                            |
| 23 | 5 апреля 1887    |         | Шувалова, Мария Александровна, графиня                       | 1852—1928      | Гофмейстерина двора, жена графа П. А. Шувалова                                                            |
| 24 | 7 мая 1887       |         | Святополк-Мирская, Клеопатра Михайловна, княгиня             | 1845—1910      | Жена генерала князя Н. И. Святополк-Мирского                                                              |
| 25 | 30 августа 1887  |         | Голохвастова, Екатерина Петровна                             | 1838—1903      | Гофмейстерина, дочь тайного советника П. В. Голохвастова                                                  |
| 26 | 15 декабря 1887  |         | Шостак, Екатерина Николаевна                                 | 1818—1904      | Начальница Елизаветинского училища в Петербурге                                                           |
| 27 | 30 сентября 1888 |         | Меликова, Александра Макаровна, княгиня                      | 1836—1914      | Жена князя Л. И. Меликова                                                                                 |
| 28 | 30 сентября 1888 |         | Орбелиани, Кетеван Георгиевна, княгиня                       | 1808—1897      | Жена генерала князя М. Ф. Орбелиани                                                                       |
| 29 | 30 сентября 1888 |         | Шереметева, Евдокия Борисовна                                | 1848—1910      | Жена генерал-майора С. А. Шереметева                                                                      |
| 30 | 9 апреля 1889    |         | Моренгейм, Луиза Николаевна, баронесса                       | 1835—1916      | Жена дипломата барона А. П. Моренгейма                                                                    |
| 31 | 7 мая 1890       |         | Голицына, Наталия Степановна, княгиня                        | 1797—1890      | Жена князя С. С. Голицына, награждена в день своей смерти, как самая старшая из княгинь Голицыных         |
| 32 | 21 апреля 1891   |         | Строганова, Анна Дмитриевна, графиня                         | 1828—1906      | Жена графа П. С. Строганова                                                                               |
| 33 | 19 мая 1891      |         | Стрекалова, Александра Николаевна                            | 1821—1904      | Благотворительница, почётный член Российского общества Красного Креста                                    |
| 34 | 22 июля 1891     |         | Рихтер, Елизавета Константиновна, баронесса                  | 1841—1916      | Статс-дама, жена генерала О. Б. Рихтера                                                                   |
| 35 | 22 июля 1891     |         | Трубецкая, Софья Ираклиевна, княгиня                         | 1850—1932      | Жена князя С. Н. Трубецкого                                                                               |
| 36 | 15 ноября 1893   |         | Ванновская, Александра Александровна                         | 1833—1910      | Жена генерала П. С. Ванновского                                                                           |
| 37 | 22 июня 1894     |         | Бутакова, Вера Васильевна                                    | 1843—1920      | Жена контр-адмирала И. И. Бутакова, дочь декабриста В. Л. Давыдова                                        |
| 38 | 31 октября 1894  |         | Ершова, Варвара Сергеевна                                    | 1815—1907      | Благотворительница                                                                                        |
| 39 | 31 октября 1894  |         | Костанда, Агафоклея Александровна                            | 1832—1896      | Жена генерала А. С. Костанда                                                                              |
| 40 | 31 октября 1894  |         | Г-жа Сапунцаки, Екатерина                                    | ум. после 1911 | Статс-дама королевы греческой Ольги Константиновны, жена полковника греческой армии, гофмаршала Сапунцаки |

### ЭпохаНиколая II(1894—1917)
| №  | Дата награждения | Портрет | Имя                                                                           | Годы жизни      | Примечание |
| -- | ---------------- | ------- | ----------------------------------------------------------------------------- | --------------- | --- |
| 1  | 22 ноября 1894   |         | Вильгельмина де Гранси, баронесса                                             | 1837—1912       | Фрейлина Гессенского двора, гофмейстерина герцогини Баттенбергской                                                                               |
| 2  | 31 декабря 1894  |         | Новосильцева, Мария Петровна                                                  | 1830—1910       | Начальница Смольного института благородных девиц в 1886—1894 годах                                                                               |
| 3  | 1 января 1896    |         | Мусина-Пушкина, Ольга Александровна, графиня                                  | 1835—1928       | Жена графа А. И. Мусина-Пушкина |
| 4  | 6 мая 1896       |         | Остен-Сакен, Мария Ильинична, графиня                                         | 1822—1907       | Жена дипломата графа Н. Д. Остен-Сакена |
| 5  | 18 мая 1896      |         | Долгорукова, Ольга Петровна, княгиня                                          | 1848—1927       | Жена дипломата князя А. С. Долгорукова |
| 6  | 18 мая 1896      |         | Мусина-Пушкина, Любовь Александровна, графиня                                 | 1833—1917       | Вдова графа А. И. Мусина-Пушкина |
| 7  | 18 мая 1896      |         | Нейдгардт, Мария Александровна                                                | 1831—1904       | Благотворительница, жена Б. А. Нейдгардта |
| 8  | 18 мая 1896      |         | Олсуфьева, Александра Андреевна, графиня                                      | 1846—1929       | Обер-гофмейстерина двора, жена графа А. В. Олсуфьева                                                                                             |
| 9  | 18 мая 1896      |         | Сольская, Мария Александровна, графиня                                        | 1840—1914       | Жена Д. М. Сольского |
| 10 | 18 мая 1896      |         | Шереметева, Наталья Афанасьевна                                               | 1834—1905       | Благотворительница, вдова В. А. Шереметева |
| 11 | 26 мая 1896      |         | Капнист, Надежда Алексеевна, графиня                                          | 1864—1947       | Жена графа П. А. Капниста |
| 12 | 26 мая 1896      |         | Нелидова, Ольга Дмитриевна                                                    | 1839—1918       | Жена дипломата А. И. Нелидова |
| 13 | 26 мая 1896      |         | Рейтерн, Ольга Карловна                                                       | 1828—1898       | Вдова генерала М. М. Рейтерна Начальница Николаевского сиротского института в Москве                                                             |
| 14 | 24 июля 1896     |         | Обручева, Мария Николаевна                                                    | 1845—после 1908 | Жена генерала Н. Н. Обручева |
| 15 | 22 августа 1897  |         | Имеретинская, Анна Александровна, Светлейшая княгиня                          | 1841—1914       | Жена генерала Светлейшего князя А. К. Имеретинского                                                                                              |
| 16 | 19 января 1898   |         | Драгомирова, Ольга Абрамовна                                                  | 1845—1912       | Жена генерала М. И. Драгомирова |
| 17 | 19 января 1898   |         | Игнатьева, София Сергеевна, графиня                                           | 1851—1944       | Жена графа А. П. Игнатьева, благотворительница                                                                                                   |
| 18 | 14 сентября 1898 |         | Уварова, Прасковья Сергеевна                                                  | 1840—1924       | Вдова графа А. С. Уварова |
| 19 | 22 июля 1901     |         | Оржевская, Наталья Ивановна                                                   | 1859—1939       | Вдова сенатора П. В. Оржевского |
| 20 | 14 апреля 1902   |         | Черткова, Ольга Ивановна                                                      | 1840—1912       | Жена генерал-губернатора М. И. Черткова |
| 21 | 16 апреля 1902   |         | Арапова, Софья Александровна                                                  | 1834—1908       | Вдова шталмейстера П. А. Арапова |
| 22 | 24 августа 1902  |         | Леди Монсон, Августа                                                          | 1841—1936       | Сестра генерал-майора сэра Августа Элисса; жена с 1861 года 8-го барона Джона Монсона (1830—1900) Статс-дама великой княгини Марии Александровны |
| 23 | 4 января 1903    |         | Бюнтинг, Мария Николаевна                                                     | 1836—1907       | Начальница Санкт-Петербургского женского училища ордена Святой Екатерины, мать Н. Г. фон Бюнтинга                                                |
| 24 | 15 января 1903   |         | Монтебелло, Мадалена, маркиза                                                 | 1853—1930       | Жена французский дипломата Г. Ланна, маркиза Монтебелло                                                                                          |
| 25 | 15 мая 1903      |         | Ольхина, Мария Сергеевна                                                      | 1817—1910       | Вдова генерал-лейтенанта А. А. Ольхина Начальница Мариинского института в Санкт-Петербурге                                                       |
| 26 | 28 марта 1904    |         | Оболенская, Дарья Петровна, княгиня                                           | 1823—1906       | Вдова князя Д. А. Оболенского |
| 27 | 14 апреля 1904   |         | Оболенская-Нелединская-Мелецкая, Александра Александровна, княгиня            | 1853—1943       | Вдова князя В. С. Оболенского-Нелединского-Мелецкого                                                                                             |
| 28 | 11 августа 1904  |         | Козен, Александра Алексеевна                                                  | 1840—1919       | Жена генерала от инфантерии А. Ф. Козена |
| 29 | 14 ноября 1904   |         | Тотлебен, Викторина Леонтьевна, графиня                                       | 1833—1907       | Вдова инженер-генерала Э. И. Тотлебена |
| 30 | 13 января 1905   |         | Бенкендорф, София Петровна, графиня                                           | 1857—1928       | Жена графа А. К. Бенкендорфа |
| 31 | 19 апреля 1905   |         | Ливен, Елена Александровна, княжна                                            | 1842—1917       | Камер-фрейлина, начальница Смольного института                                                                                                   |
| 32 | 22 июля 1905     |         | Татищева, Екатерина Ильинична                                                 | 1835—1915       | Вдова генерал-лейтенанта Л. А. Татищева |
| 33 | 22 июля 1905     |         | Шервашидзе, Мария Александровна                                               | 1859—1919       | Жена князя Г. Д. Шервашидзе (с 1907 года в разводе)                                                                                              |
| 34 | 2 апреля 1906    |         | Чавчавадзе, Дарья Романовна                                                   | 1846—после 1916 | Жена генерал-майора И. С. Чавчавадзе Член Женского благотворительного общества во имя Св. Равноапостольской Нины, жена генерал-майора            |
| 35 | 22 июля 1906     |         | Балашова, Екатерина Андреевна                                                 | 1848—1931       | Жена обер-егермейстера Н. П. Балашова |
| 36 | 22 июля 1906     |         | Карлова, Наталья Фёдоровна                                                    | 1858—1921       | Морганатическая жена герцога Георгия Георгиевича Мекленбург-Стрелицкого, члена Российского императорского дома                                   |
| 37 | 1 января 1907    |         | Барятинская, Надежда Александровна, княгиня                                   | 1847—1920       | Жена князя В. А. Барятинского Позже (1914) награждена орденом I степени                                                                          |
| 38 | 1 января 1907    |         | Нарышкина, Елизавета Алексеевна                                               | 1838—1928       | Фрейлина, статс-дама и обер-гофмейстерина двора                                                                                                  |
| 39 | 1908             |         | Агренева-Славянская, Ольга Христофоровна                                      | 1847—1920       | Жена хормейстера и певца Д. А. Агренева-Славянского                                                                                              |
| 40 | 15 апреля 1908   |         | Велепольская, Елизавета Стефановна, графиня, маркиза Миров-Гонзаго-Мышковская | 1840—после 1916 | Вдова графа Зигмунда Велёпольского |
| 41 | 1910             |         | Монтрезор, Надежда Фёдоровна                                                  | 1824—1914       | Жена генерала К. Л. Монтрезора Председательница Курско-Знаменской общины сестре милосердия                                                       |
| 42 | 24 июня 1910     |         | Келлер, Анна Эдуардовна графиня                                               | 1849—1931       | Дочь графа Э. Ф. Келлера |
| 43 | 2 декабря 1910   |         | Шереметева, Екатерина Павловна, графиня                                       | 1849—1929       | Жена графа С. Д. Шереметева |
| 44 | 1911             |         | Извольская, Маргарита Карловна                                                | 1865—1942       | Жена министра иностранных дел А. П. Извольского                                                                                                  |
| 45 | 9 апреля 1911    |         | Трепова, Елизавета Сергеевна                                                  | 1856—1937       | Жена генерала Ф. Ф. Трепова |
| 46 | 24 ноября 1911   |         | Корф, Луиза Константиновна, баронесса                                         | 1860—после 1912 | Жена барона П. П. Корфа Гофмейстерина при великой княгине Елизавете Маврикиевне                                                                  |
| 47 | 25 марта 1912    |         | Бенкендорф, Мария Сергеевна , графиня                                         | 1846—1936       | Жена графа П. К. Бенкендорфа |
| 48 | 10 мая 1912      |         | Скалон, Мария Иосифовна                                                       | 1859—1918       | Жена генерала Г. А. Скалона |
| 49 | 30 мая 1912      |         | Булыгина, Ольга Николаевна                                                    | 1854—1924       | Жена А. Г. Булыгина |
| 50 | 30 мая 1912      |         | Голицына, Екатерина Владимировна, светлейшая княгиня                          | 1861—1944       | Жена светлейшего князя Д. Б. Голицына |
| 51 | 30 мая 1912      |         | Одоевская-Маслова, Ольга Ильинична, княгиня                                   | ум. после 1916  | Жена генерала князя Н. Н. Одоевского-Маслова |
| 52 | 30 мая 1912      |         | Щербатова, Софья Александровна, княгиня                                       | 1852—1919       | Жена князя Н. С. Щербатова |
| 53 | 26 августа 1912  |         | Ермолова, Мария Николаевна                                                    | 1854—19 ?       | Фрейлина, внучка генерала П. Н. Ермолова |
| 54 | 26 августа 1912  |         | Новосильцева, Александра Павловна                                             | 1837—после 1916 | Дочь генерала П. А. Тучкова, вдова В. В. Новосильцева (1824—1878)                                                                                |
| 55 | 26 августа 1912  |         | Тучкова, Екатерина Дмитриевна                                                 | 1848—после 1916 | Жена полковника Александра Павловича Тучкова Попечительница Мариинского приюта                                                                   |
| 56 | 26 августа 1912  |         | Чернышёва, Мария Александровна, светлейшая княжна                             | 1847—1919       | Дочь князя А. И. Чернышёва |
| 57 | 1913             |         | Белосельская—Белозерская, Надежда Дмитриевна, княгиня                         | 1847—1920       | Жена князя К. Э. Белосельского-Белозерского |
| 58 | 1 января 1913    |         | Столыпина, Ольга Борисовна                                                    | 1859—1944       | Вдова П. А. Столыпина |
| 59 | 14 апреля 1913   |         | Коковцова, Анна Фёдоровна, графиня                                            | 1860—1950       | Жена графа В. Н. Коковцова |
| 60 | 14 апреля 1913   |         | Танеева, Надежда Илларионовна                                                 | 1860—1937       | Жена А. С. Танеева |
| 61 | 14 апреля 1913   |         | Шипова, Анна Дмитриевна                                                       | ум. 1913        | Дочь Д. П. Шипова, фрейлина Двора светл. кн. Евгении Максимилиановны, герцогини Лейхтенбергской                                                  |
| 62 | 22 июля 1913     |         | Апраксина, Мария Дмитриевна, графиня                                          | 1845—1932       | Вдова графа А. С. Апраксина |
| 63 | 22 июля 1913     |         | Салтыкова, Анна Сергеевна, светлейшая княгиня                                 | 1848—1917       | Вдова светлейшего князя Н. И. Салтыкова |
| 64 | 22 июля 1913     |         | Шаховская-Глебова-Стрешнева, Евгения Фёдоровна, княгиня                       | 1846—1924       | Вдова князя М. Ф. Шаховского |
| 65 | 1914             |         | Макарова, Капитолина Николаевна                                               | 1859—1946       | Вдова вице-адмирала С. О. Макарова |
| 66 | 1914             |         | Раевская, Мария Григорьевна                                                   | 1851—1941       | Вдова генерала М. Н. Раевского |
| 67 | 14 января 1914   |         | Куракина, Елизавета Михайловна, княгиня                                       | 1843—1921       | Жена князя А. А. Куракина |
| 68 | 24 января 1914   |         | Волконская, Екатерина (Елизавета) Алексеевна, княгиня                         | 1867—19 ?       | Дочь князя А. И. Шаховского; жена князя П. М. Волконского.                                                                                       |
| 69 | 25 мая 1914      |         | Барятинская, Мария Владимировна, княгиня                                      | 1851—1937       | Жена князя И. В. Барятинского |
| 70 | 15 января 1915   |         | Амилахвари, Анна Александровна, княгиня                                       | 1848—1934       | Вдова генерал-адъютанта князя И. Г. Амилахвари                                                                                                   |
| 71 | 2 сентября 1916  |         | Джорджина Бьюкенен, леди                                                      | 1863—1922       | Жена английского посла сэра Дж. Бьюкенена |
| 72 | 21 декабря 1916  |         | Клейнмихель, Екатерина Петровна, графиня                                      | 1843—1925       | Вдова графа В. П. Клейнмихеля |